# Parchi e giardini di San Benedetto del Tronto

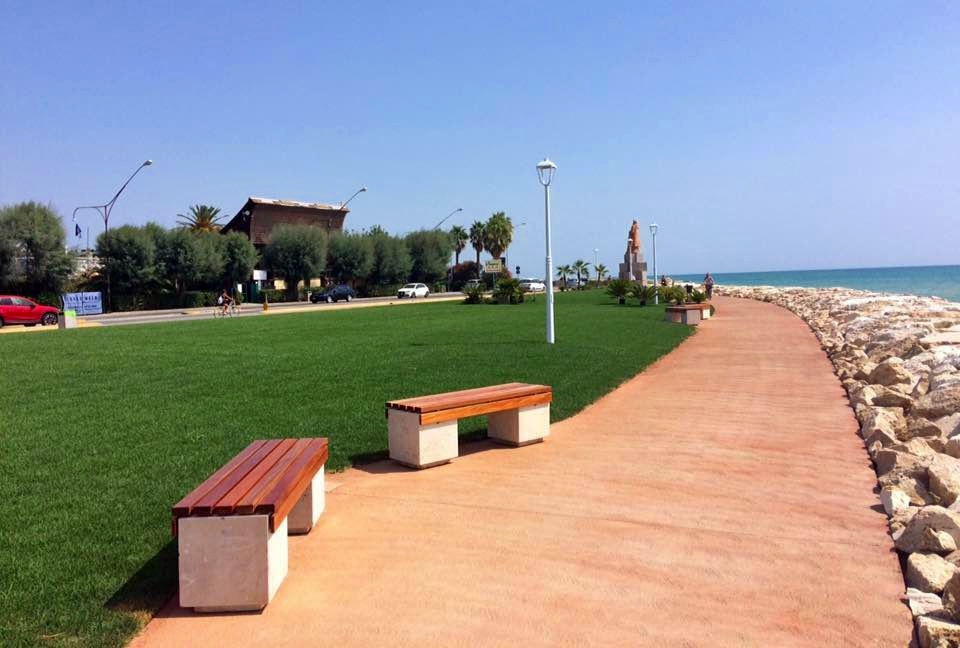
Giardino “Nuttate de lune”

San Benedetto del Tronto è una cittadina altamente urbanizzata, ciò nonostante il territorio comunale presenta un elevato numero di aree di verde pubblico, sono presenti 53 fra parchi e giardini e pinete. Fra essi i più rilevanti sono:

## Parchi
Da nord verso sud:
- Parco di Via Ferri, situato nel quartiere San Filippo Neri, offre uno spazio recintato e in erba sintetica ai più piccoli.[5]
- Parco Saffi, situato presso il Paese Alto, intitolato a Aurelio Saffi, è un parco pubblico si estende al limite esterno del nucleo centrale del vecchio borgo in via Aurelio Saffi (da cui il nome). Il parco è utilizzato per manifestazioni sportive e culturali.[6]
- Parco Mahatma Gandhi, già parco Manara, intitolato a Mahatma Gandhi, sorge nei pressi del Cimitero Monumantale cittadino, nel quartiere Ponterotto.[7]
- Parco del faro, situato nei pressi del Faro di San Benedetto del Tronto, di fronte alla Rotonda Giorgini, offre svariati giorghi per bambini.
- Central Park, collocato al termine del viale lato est di Viale Bruno Buozzi, conosciuto come Bambinopoli è il più vecchio e storico parco giochi della città, è caratterizzato dalla presenza di pista mini go-kart, scivoli, altalene e vari giochi ludici e didattici.[8]
- Pineta Buozzi, situata nel lato ovest rispetto a Central Park, è caratterizzata da specie di pini, nella quale vi sono locali di pubblico esercizio, parco giochi e diverse panchine.
- Parco Cerboni, sorge in un'area di 10000 m², è attraezzato con percorsi pedonali, un circuito per mountain bike, campo di calcio a cinque, essenze arboree e sedute destinate al relax ed alla conversazione.[9]
- Parco Formentini, inaugurato nel 1980, sorge nel quartiere Albula centro, è un'area verde attrezzata.[10]
- Parco Karol Wojtyla, dedicato alla memoria Papa Giovanni Paolo II, inaugurato il 27 aprile 2014, giorno della Canonizzazioni celebrate da Giovanni Paolo II, in estate ospita feste di quartiere ed eventi come il cinema all’aperto.[11]
- Pineta Falcone-Borsellino, intitolata a Giovanni Falcone e Paolo Borsellino, è situata a ridosso del campo sportivo "Giulio Merlini" ad ovest e ad est del lungomare "Alfredo Scipioni", vi è la pineta Falcone - Borsellino,[12] ampia area verde ricca di alberi della specie pinus brutia, attrezzata per varie discipline sportive.[13] [14]
- Parco Paola, intitolato a Paola Cipolloni, giovane mamma prematuramente scomparsa, sono installate attrezzature ludiche in un grande prato verde.[15]
- Parco Annunziata, sorge nel quartiere Agraria in un'area verde di 5000m², si svolgono molte attività nel periodo estivo ed è fruibile ad ogni fascia di età.[16]
- Parco Eleonora, intitolato a Eleonora Marcelli che è stata consigliere comunale, è considerato il più grande parco attrezzato della città.[17]

## Giardini
- Giardino “Nuttate de lune”, situato all'inizio del lungomare nord a ridosso del mare, nei pressi della foce del torrente Albula e del Monumento al pescatore. “Nuttate de lune” è il titolo di una canzone dialettale sambenedettese, dedicata ai pescatori e alla marineria locale, fu scritta negli anni trenta.[18]
- Giardino zio Marcello, situato nell'area dell'ex camping, presso il lungomare Scipioni, intitolato a Marcello Camiscioni pioniere del turismo sambenedettese.[19] Si svolgono nel parco diverse attività dalle fiere a lezioni di educazione stradale con percorsi ciclabili.[20]
- Giardino dei Colori, dedicato alla memoria del professore Alfredo Cicconi, sorge a poche decine di metri dal Lungomare sud, ricco di giochi per bambini.[21]

### Giardini tematici

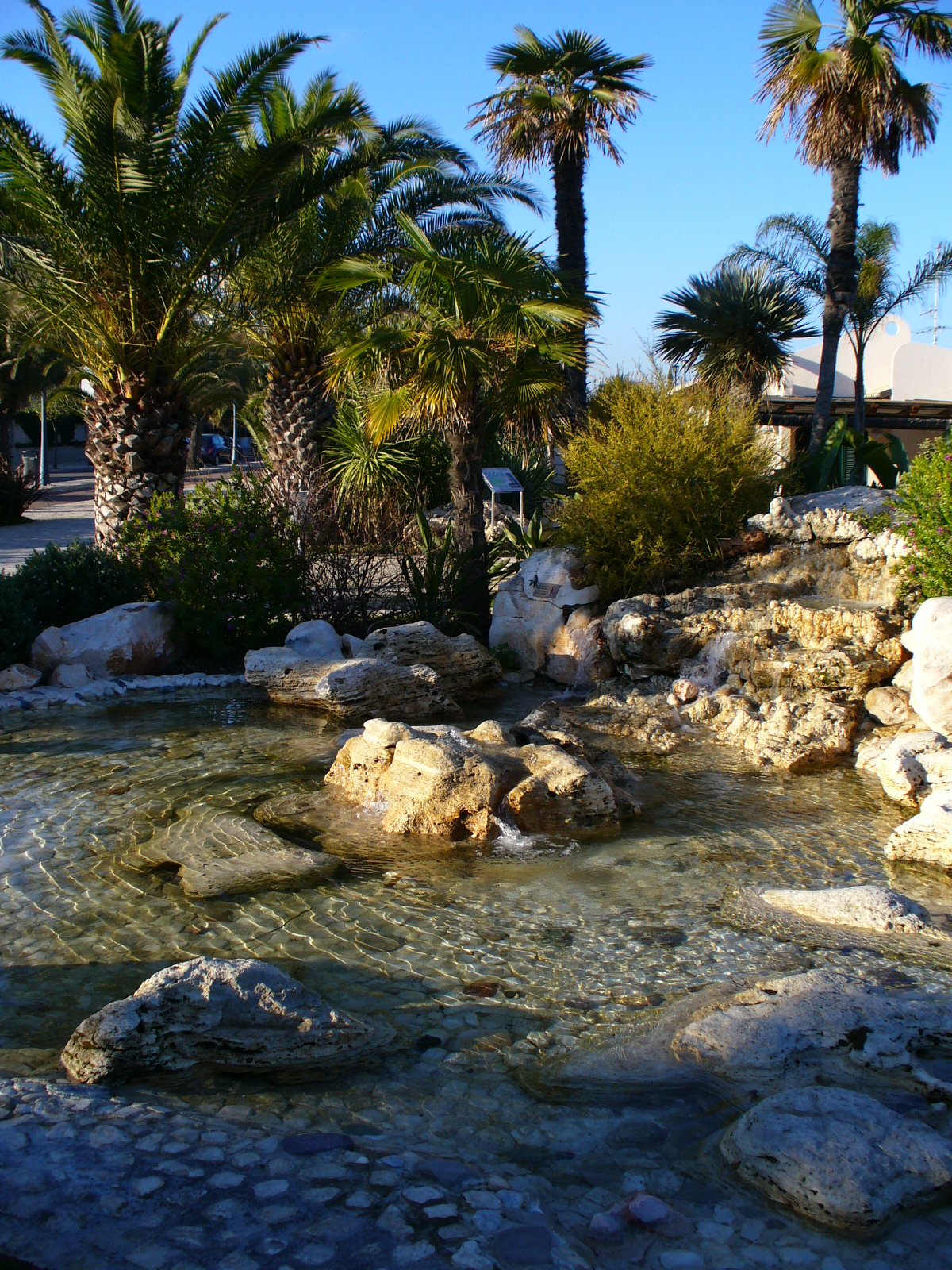
Una delle tante "oasi" che caratterizzano i giardini del lungomare

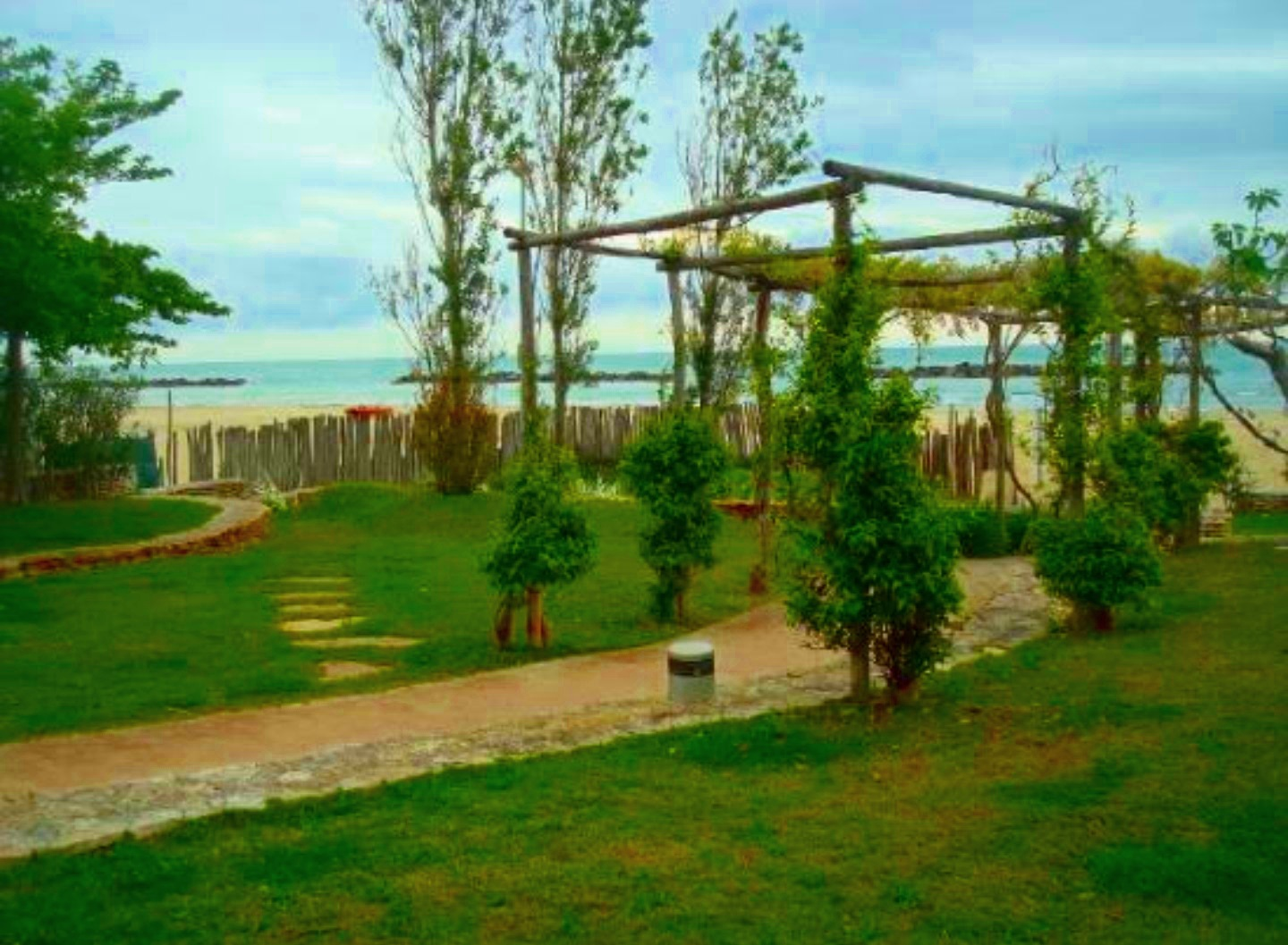
Giardino mediterraneo

Fiore all'occhiello del lungomare sono i giardini tematici. I 10 giardini sorgono sui 2 km del lungomare sud, da nord verso sud sono così suddivisi: il giardino multisensoriale, il giardino di campagna, il giardino dei Bambini, della Salute, degli Agrumi, del Mediterraneo, delle Palme, l’Arido, l’Umido, delle Rose.
La particolarità di questi giardini sono la moltitudine di specie botaniche sono presenti più di 1000 specie di piante e fiori:
- Giardino Multisensoriale, dislocato fra le concessioni numero 52 e 53, comprende ben 19 specie botaniche dalla lavandula al filadelfo [24]
- Giardino di Campagna, dislocato fra le concessioni numero 66 e 67,Nel Giardino di campagna dalla salvia ornamentale a l'ibisco sono alcune delle 26 specie botaniche presenti nel giardino di campagna.[25]
- Giardino dei Bambini, dislocato nelle concessione numero 71, presenta 20 specie botaniche fra cui: la tulbaghia, cycas, Chamaerops humilis, yucca e butia.[26]
- Giardino della Salute, dislocato fra le concessioni numero 75 e 76,[27] vi sono ben 28 essenze arboree fra cui: il rosmarino, salvia, mentha e lavandula.
- Giardino degli Agrumi, dislocato fra le concessioni numero 82 e  83, sono presenti 13 piante di varie specie,[28] la specie capostipite è l'arancio trifogliato.
- Giardino Mediterraneo, dislocato fra le concessioni numero 84 e 85,[29] le essenze sono quelle tipiche della macchia mediterranea, presenti in 34 specie botaniche fra cui fillirea e degli esemplari di melograno nano.
- Giardino delle Palme, dislocato fra le concessioni numero 86 e 87, simbolo dell'intera riviera sambenedettese, presenta 26 varietà di palme fra cui: palma delle canarie, phoenix sylvestris e palma da cocco per citarne alcune.[30]
- Giardino Arido, dislocato fra le concessioni numero 92 e 93, presenta un ambiente desertico armonizzato da diversi giardini rocciosi nei quali troviamo 41 diverse specie di piante succulente fra cui vari cactus e varie echinocactus.[31]
- Giardino Umido, dislocato fra le concessioni numero 94 e 95, nel quale è presente un laghetto, sono presenti diverse specie arbustive e specie arboree tra cui le graminacee tra le quali spicca il miscanto, pennisetum setaceum e saggina spagnola.[32]
- Giardino delle Rose, dislocato fra le concessioni numero 98 e 99, l'ultimo in direzione sud, sono presenti 27 diverse specie di rose.[33]